# Boston-Maine Airways
Pour les articles homonymes, voir BMA.
Boston-Maine Airways ou BMA (code AITA : E9 , code OACI : CXS) était une compagnie aérienne américaine de l'État du Maine, basée à Portsmouth (New Hampshire). Son aéroport principal était Pease International Airport (en). Elle était propriétaire du nom commercial de la défunte Pan Am qu'elle utilisait comme Clipper Connection. Elle a cessé toute activité le 29 février 2008.